# Амедео Преціозі
Амедео Преціозі (англ. Amedeo Preziosi; 2 грудня 1816, Мальта, Велика Британія — 27 вересня 1882, Єшилькьой, Османська імперія) — мальтійський художник і мандрівник, відомий акварелями та гравюрами, присвяченими Балканам, Османській імперії та Румунії.

## Життєпис

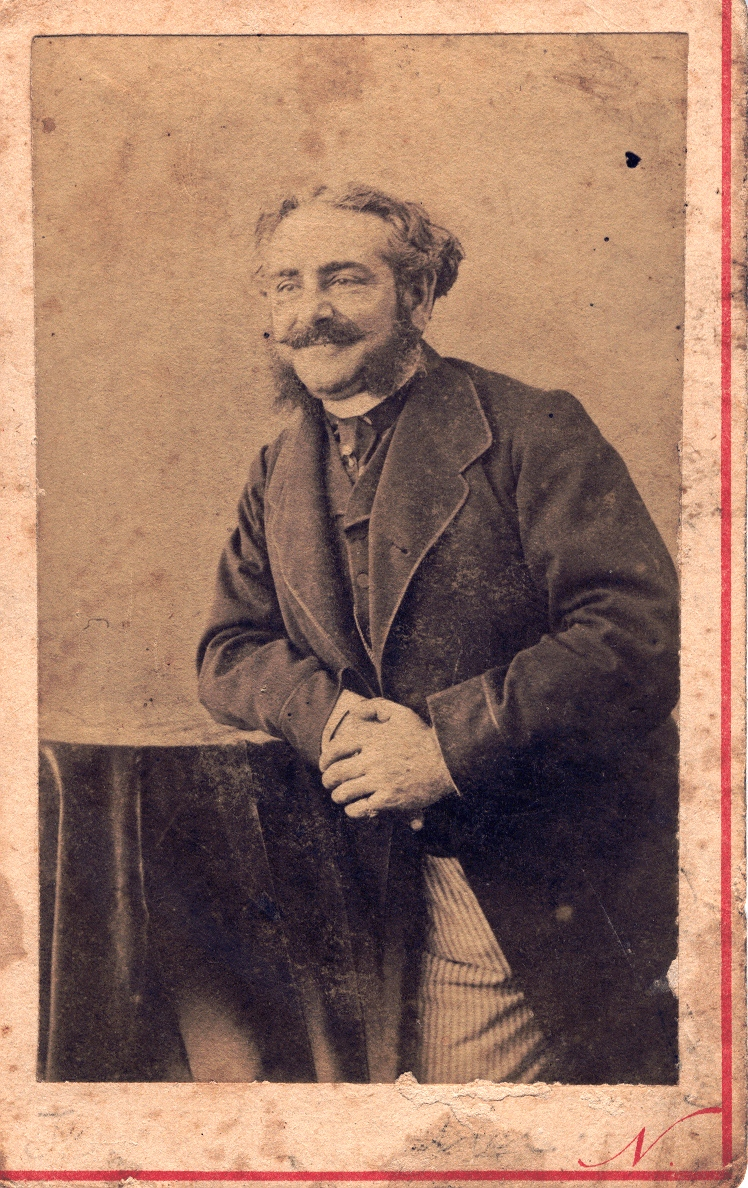
Амедео Преціозі. Фотопортрет роботи Надара (між 1860 та 1870 рр.)

Народився 1816 року на Мальті в шляхетській сім'ї. Його батько, Джованні Франческо Преціозі, обіймав високі посади в місцевій адміністрації. 1802 року він представляв мальтійський народ на переговорах щодо Ам'єнського договору. Мати Амедео, Маргарета Рейно, була француженкою.
Перша дитина в сім'ї Преціозі. Хрещений у базиліці Святого Домініка у Валлетті й отримав ім'я Алоізій-Розарій-Амадей-Раймунд-Андреас. Його молодший брат Леандро Преціозі (Leandro Preziosi) став одним із піонерів фотографії на Мальті.
Від раннього віку цікавився мистецтвом. Його вчителем був Джузеппе Гізлер, шанований на Мальті художник. Батько хотів, щоб Амедео вивчав право, і відправив його вчитися на юридичний факультет у Сорбонні. Але Амедео більше цікавився мистецтвом і продовжив навчання живопису в Школі витончених мистецтв. Після повернення додому Амедео не знайшов на Мальті відповідного середовища для творчості. Його батько не схвалив вибір кар'єри. Тому Амедео вирішив залишити острів і переїхати на Близький Схід, у регіон, який хвалили колеги-художники в Парижі. Точний рік, коли він поїхав з Мальти до Стамбула, невідомий, але імовірно це сталося між 1840 і 1842.
Найраніші його малюнки Стамбула датуються листопадом 1842 року. За два роки, 1844 року, Роберт Керзон, особистий секретар британського посла в Стамбулі лорда Стретфорда Каннінга, доручив Преціозі створити альбом під назвою «Костюми Константинополя». Нині цей альбом міститься в колекції Британського музею.

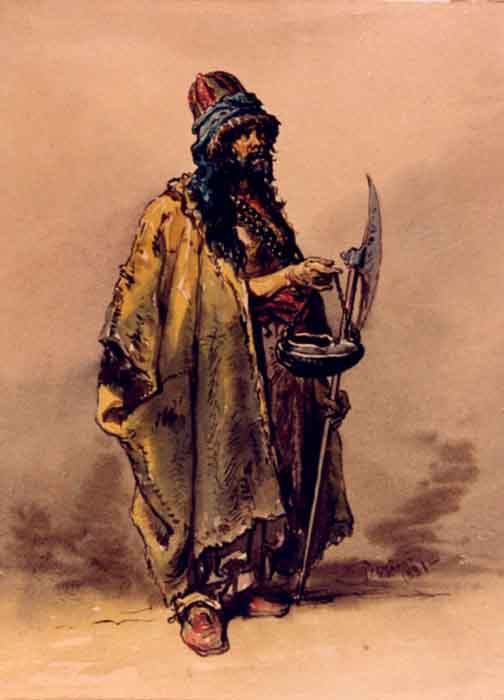
«Османський дервіш» роботи Амедео Преціозі, близько 1860-х років. Національний музей мистецтв Румунії

У той час, коли поштові листівки та фотографія тільки зароджувалися, Преціозі пропонував європейським туристам та гостям Стамбула малюнки міста та його околиць. 1858 року він вирішив видати свої найпопулярніші роботи у вигляді літографій у паризькій майстерні Лемерсьє. Альбом хромолітографій під назвою «Стамбул, Спогади про східне життя», перевиданий 1861 року, як «Стамбул, Сувенір Сходу», намалював на літографському камені сам Преціозі. Пізніше він опублікував другий альбом під назвою «Сувенір Каїра», до якого увійшли малюнки, зроблені під час поїздки до Єгипту.
Преціозі одружився з гречанкою зі Стамбула. У них було четверо дітей: Матильда, Джулія, Катерина та Роберто. Сім'я жила спочатку в Хамалбаші Сокаги в Пері, а потім переїхала в село Сан-Стефано (нині Єшилькьой).
Преціозі володів мовами регіону — грецькою та турецькою, а також основними європейськими мовами — англійською, французькою та італійською. Працював заступником драгомана в британському посольстві та першим драгоманом у грецькій місії.

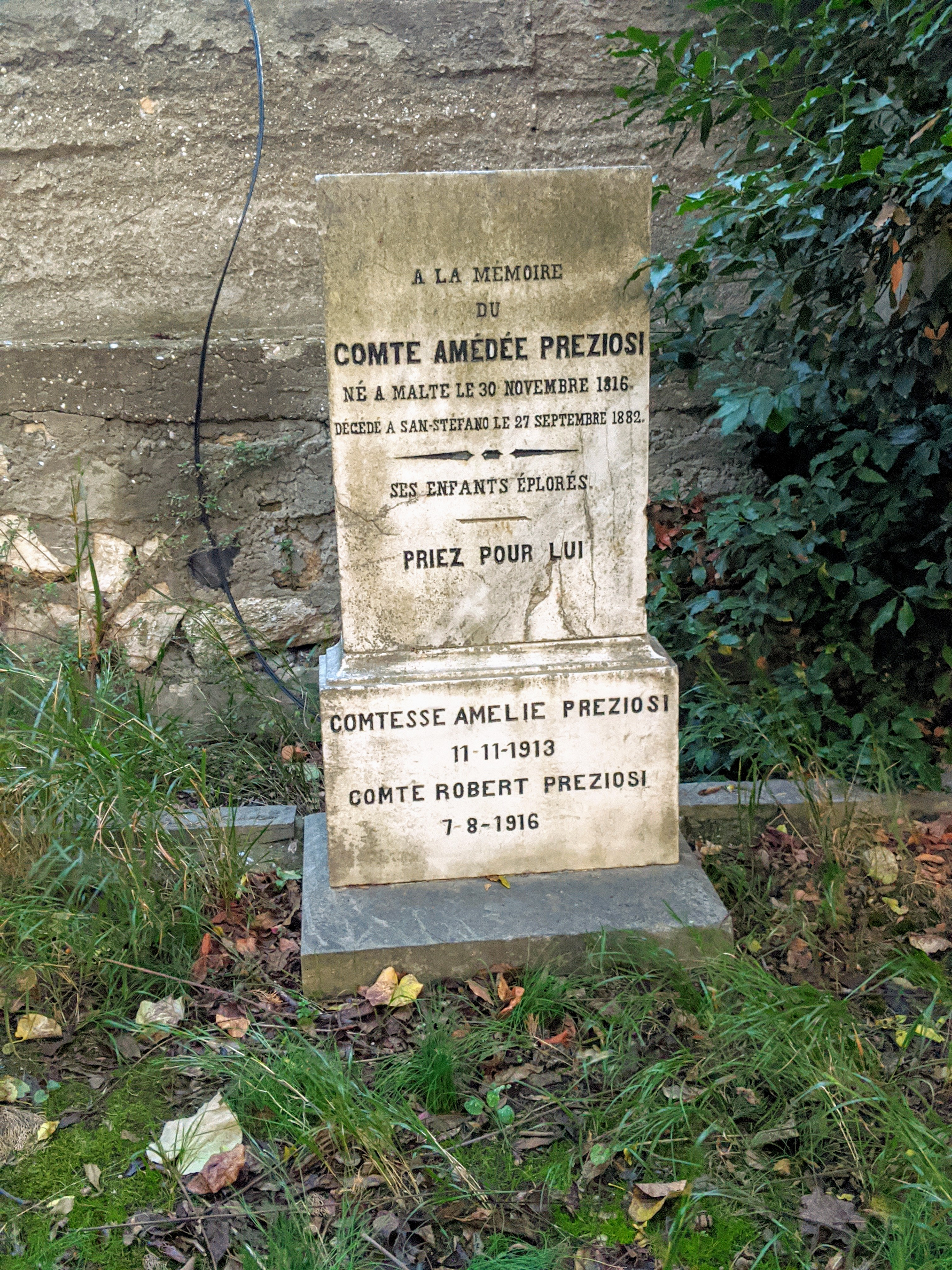
Могила Преціозі на старому римо-католицькому цвинтарі в Єшилькьой (колишнє Сан-Стефано; Стамбул, Туреччина)

Майстерню Преціозі регулярно відвідували туристи, які хотіли привезти додому сувенір зі Стамбула. У квітні 1869 серед його гостей був принц Уельський Едуард VII, майбутній король Сполученого Королівства, який купив у нього кілька акварелей. 1866 року новий принц Румунії Кароль I відвідав Стамбул, де зустрівся з Преціозі та запросив його до Румунії для створення акварельних пейзажів та портретів жителів країни.
У червні 1868 року Преціозі прибув до Румунії і почав малювати сцени Бухареста, а також інших місць по всій країні, у тому числі кілька, на яких зображено принца Кароля I. Ескізи він пізніше у своїй майстерні в Стамбулі перетворював на акварелі, а потім продавав принцу Румунії за ціною від 300 до 1200 франків. Наступного року, від 30 травня до 15 липня, Преціозі знову відвідав Румунію. Його малюнки олівцем, тушшю та аквареллю можна знайти в альбомі «La Valachie par Preziosi», який зараз зберігається в Муніципальному музеї Бухареста.
Про життя Преціозі після повернення з останньої поїздки до Румунії відомо мало. Він і далі займався мистецтвом у Стамбулі, але з поширенням фотографії його акварелі ставали дедалі менш прибутковими. Фотографія дозволяла робити необмежену кількість дешевих копій одного зображення.
Загинув унаслідок випадкового пострілу з рушниці під час полювання. Похований на католицькому цвинтарі в Єшилькьої.

## Спадок
Після смерті роботи Преціозі було забуто на десятиліття. 1934 року їх знову представлено публіці в Бухаресті. 1985 року деякі з робіт показано на присвяченій йому виставці в лондонському Музеї Вікторії та Альберта. 2003 року музей Бухареста організував ще одну виставку його робіт.

## Роботи

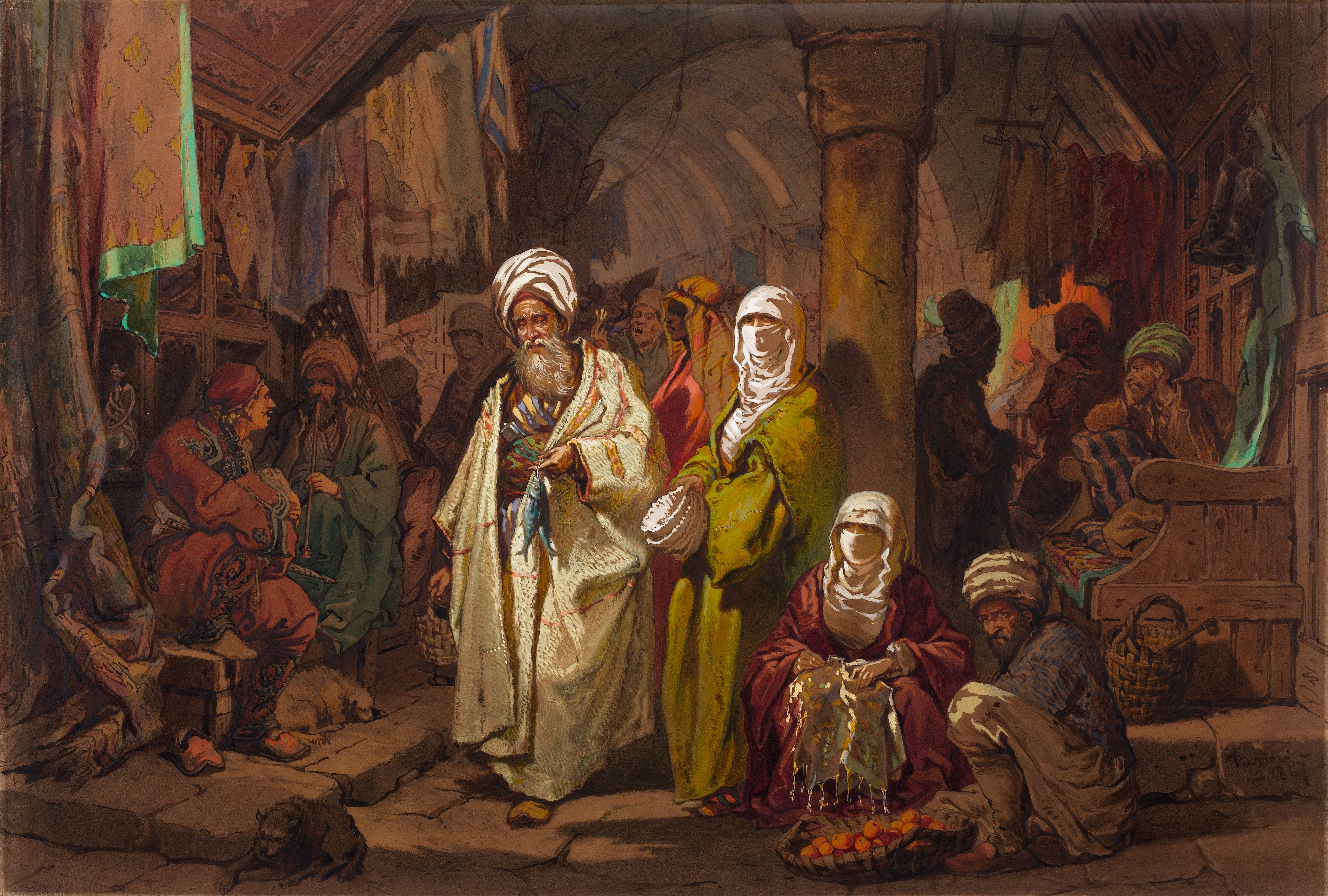
Великий базар
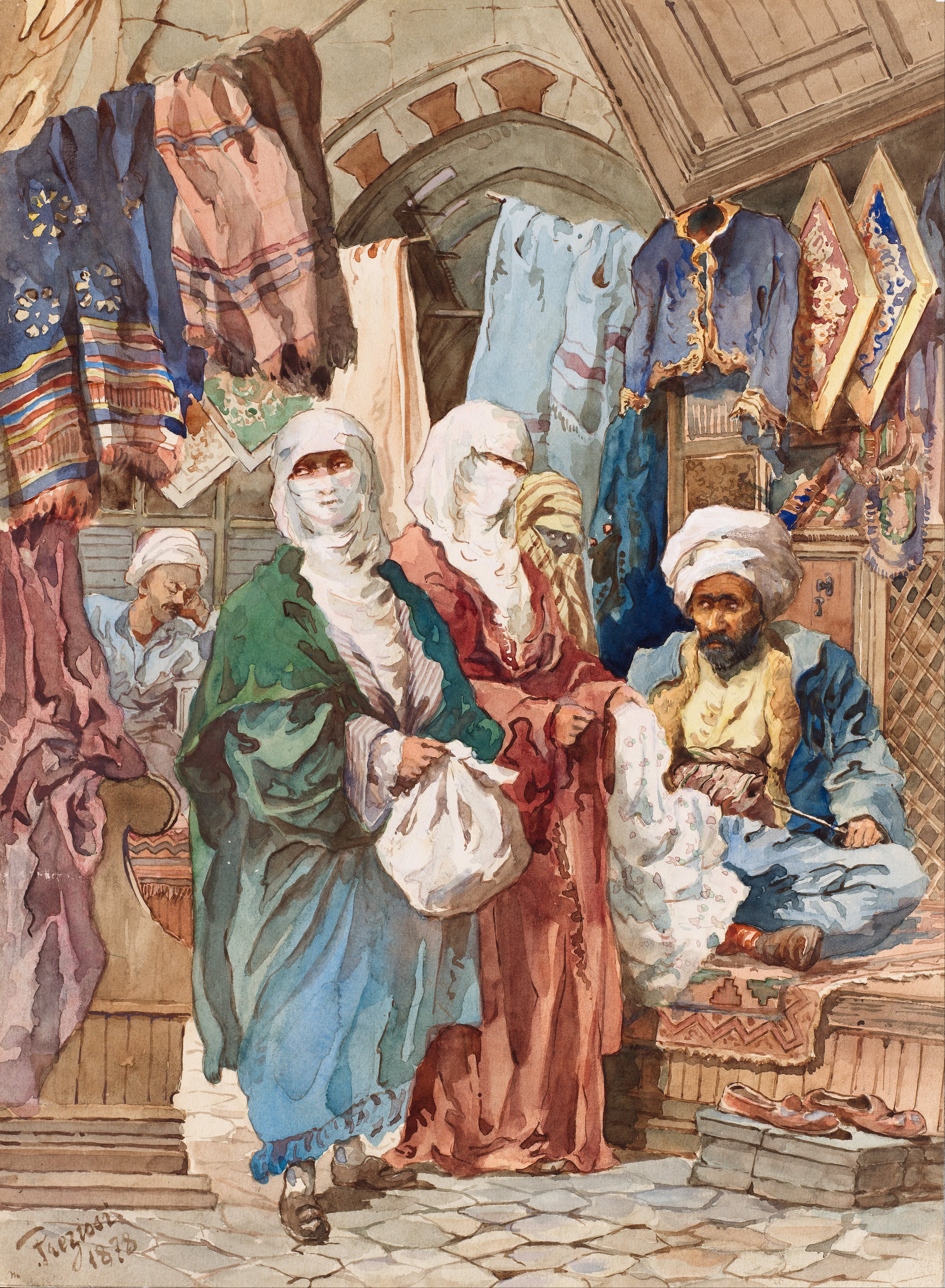
Шовковий базар
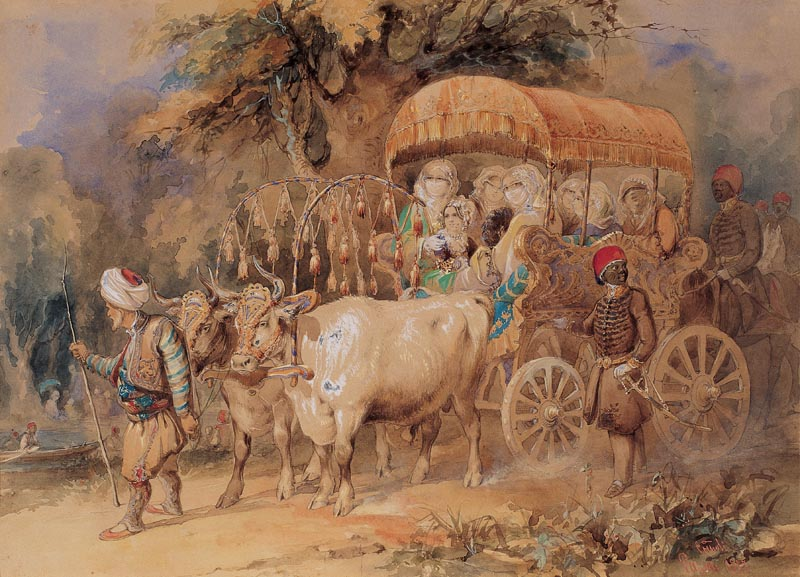
Віз із арабським биком
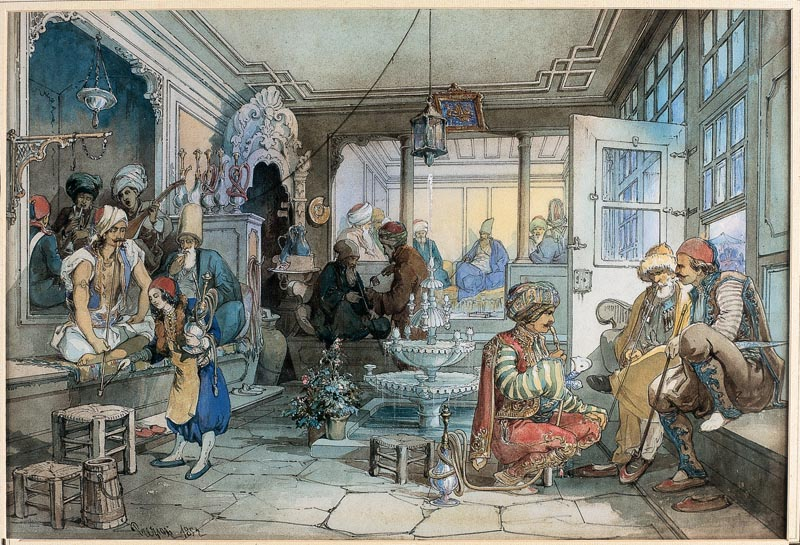
Кав'ярня в Стамбулі
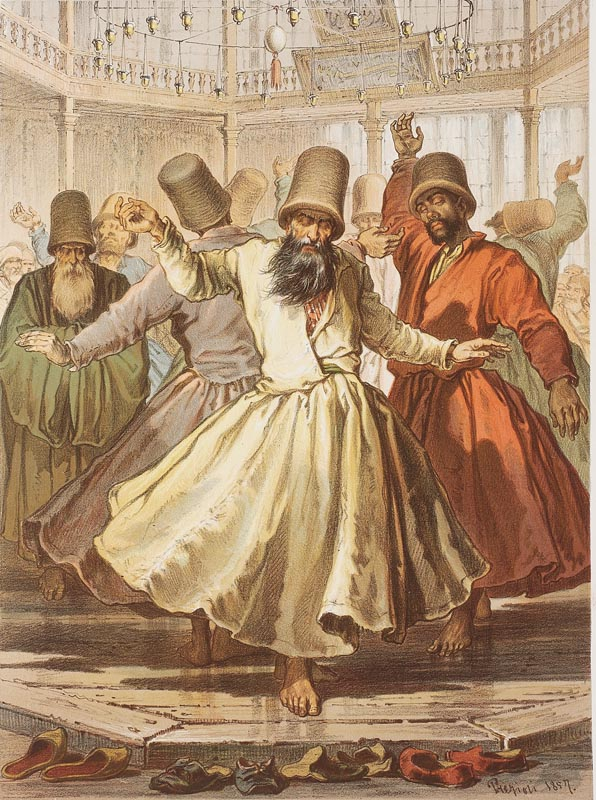
Сама
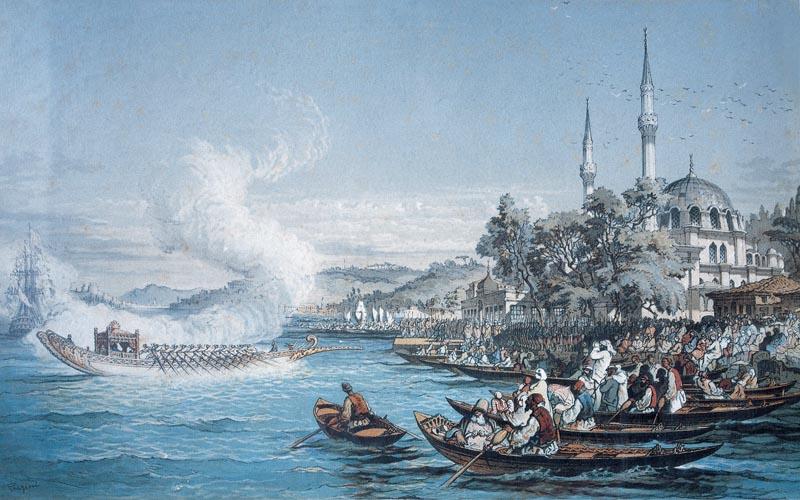
Стамбульські човни
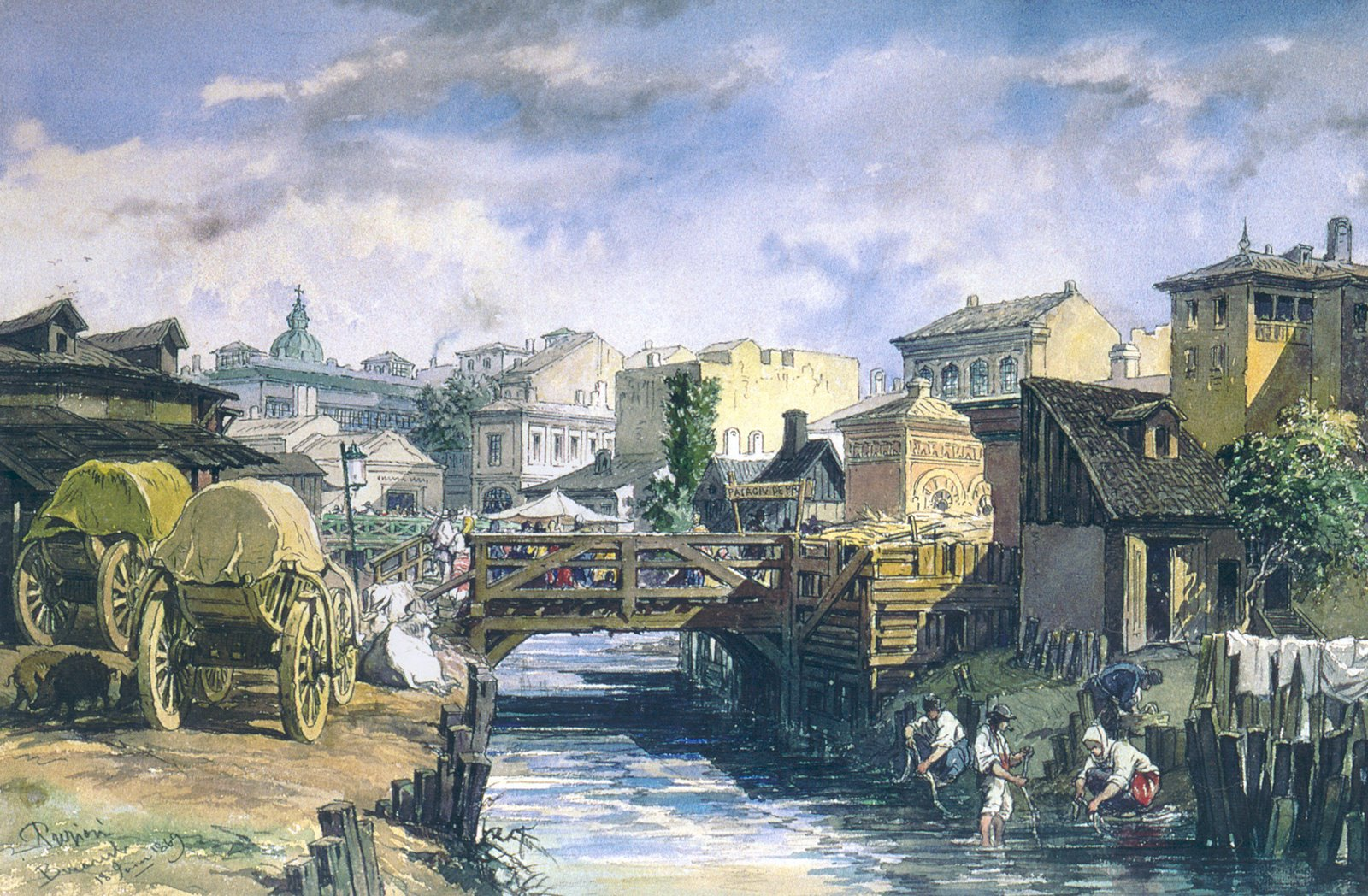
Річка Димбовіца в Бухаресті
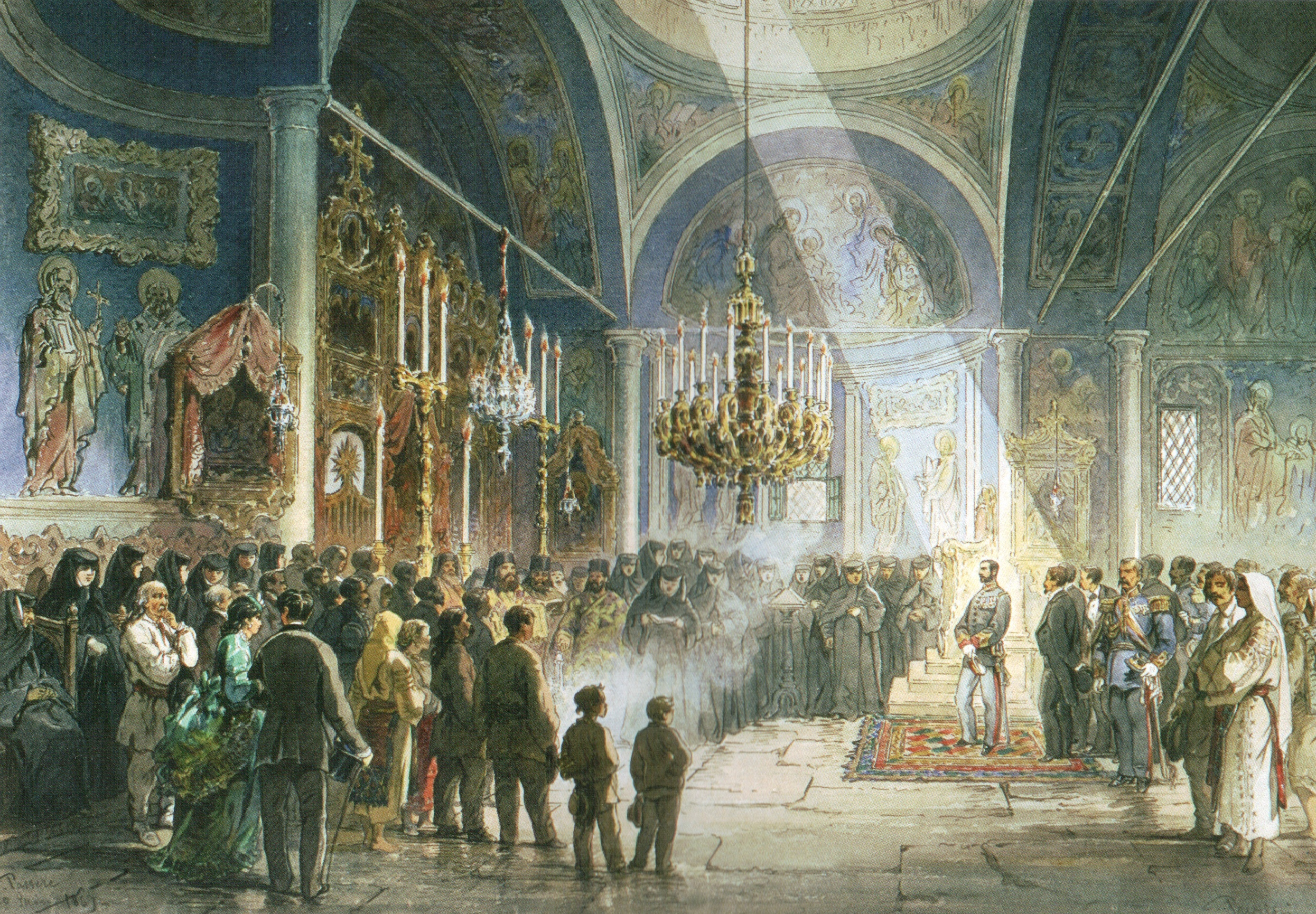
Візит Кароля I до монастиря Пасереа[ro] (Волощина)
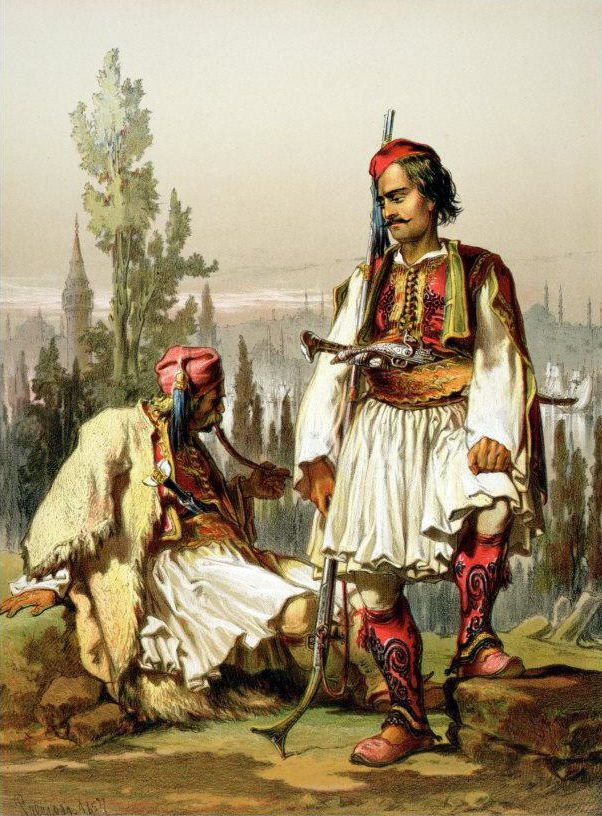
Албанські найманці
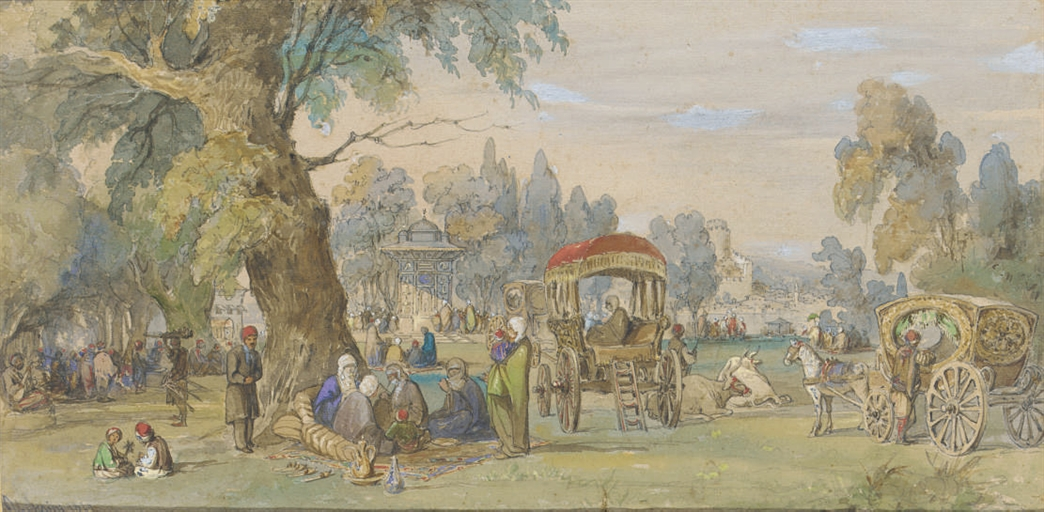
У турецькому парку
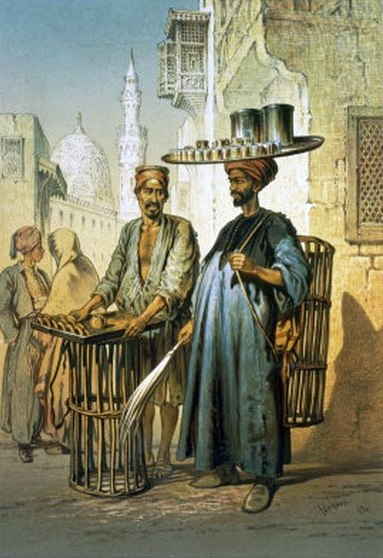
Продавець чаю зі «Сувеніра з Каїру» (1862)